# Чоловік з Остербі

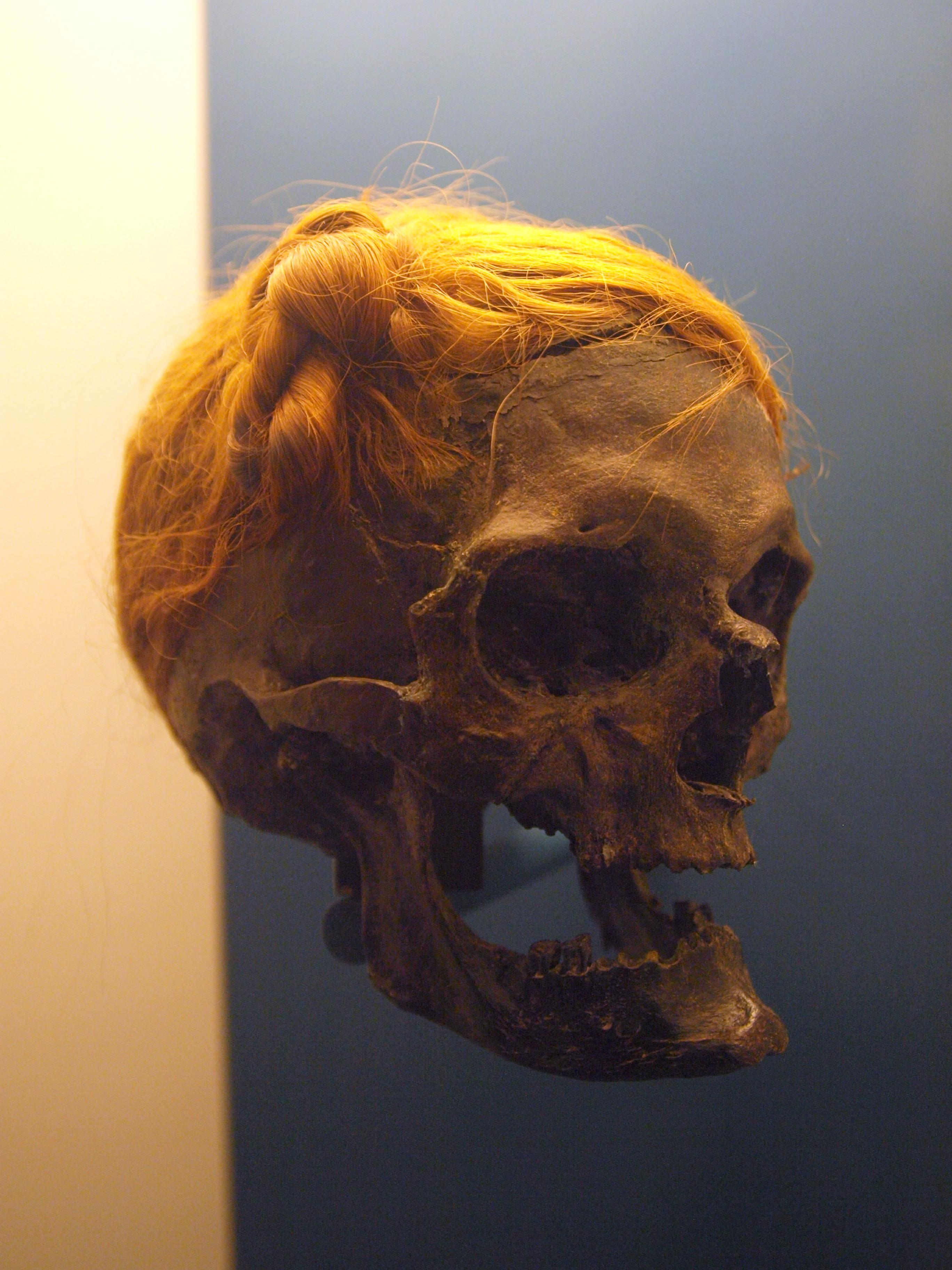
Людина з Остербі

Чолові́к з О́стербі (нім. Mann von Osterby), або Остербі́йська голова́ (дан. Østerbymanden) — череп чоловіка, що помер в середині I століття н. е. Знайдений 26 травня 1948 року в Німеччині, на південний-схід від селища Остербі (повіт Рендсбург-Екернферде, земля Шлезвіг-Гольштейн), на торф'яному болоті. Має характерну для стародавніх германців зачіску — свевський вузол. Виставлений у Державному археологічному музеї Готторфського замку.